# Puerta de Madrid
La puerta de Madrid es un monumento de la ciudad española de Alcalá de Henares, en la Comunidad de Madrid. Construida en 1788, se encuentra situada en la calle Andrés Saborit, cerca del centro urbano de la localidad, dando entrada desde la tradicional ruta que une Alcalá con la población de Madrid.

## Historia
La actual Puerta de Madrid fue inaugurada oficialmente el 4 de diciembre de 1788, para sustituir a una de las puertas medievales del antiguo recinto amurallado, ya que era estrecha y en codo, lo que dificultaba el acceso a la ciudad. La costeó el Cardenal Lorenzana (arzobispo de Toledo) reinando Carlos III. Dirigió las obras el arquitecto Antonio Juana Jordán.

## Diseño

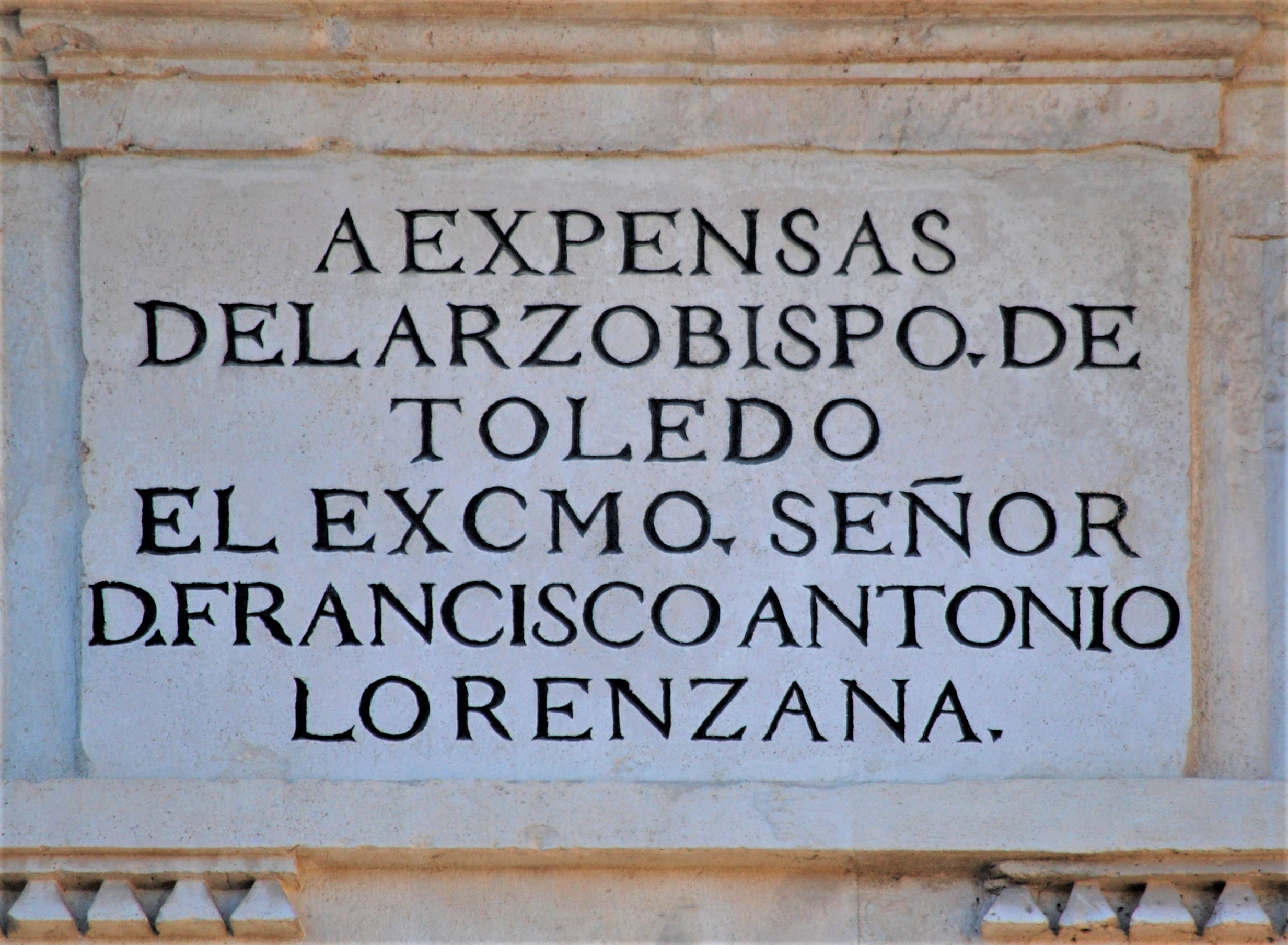
Grabado en el frontón este.

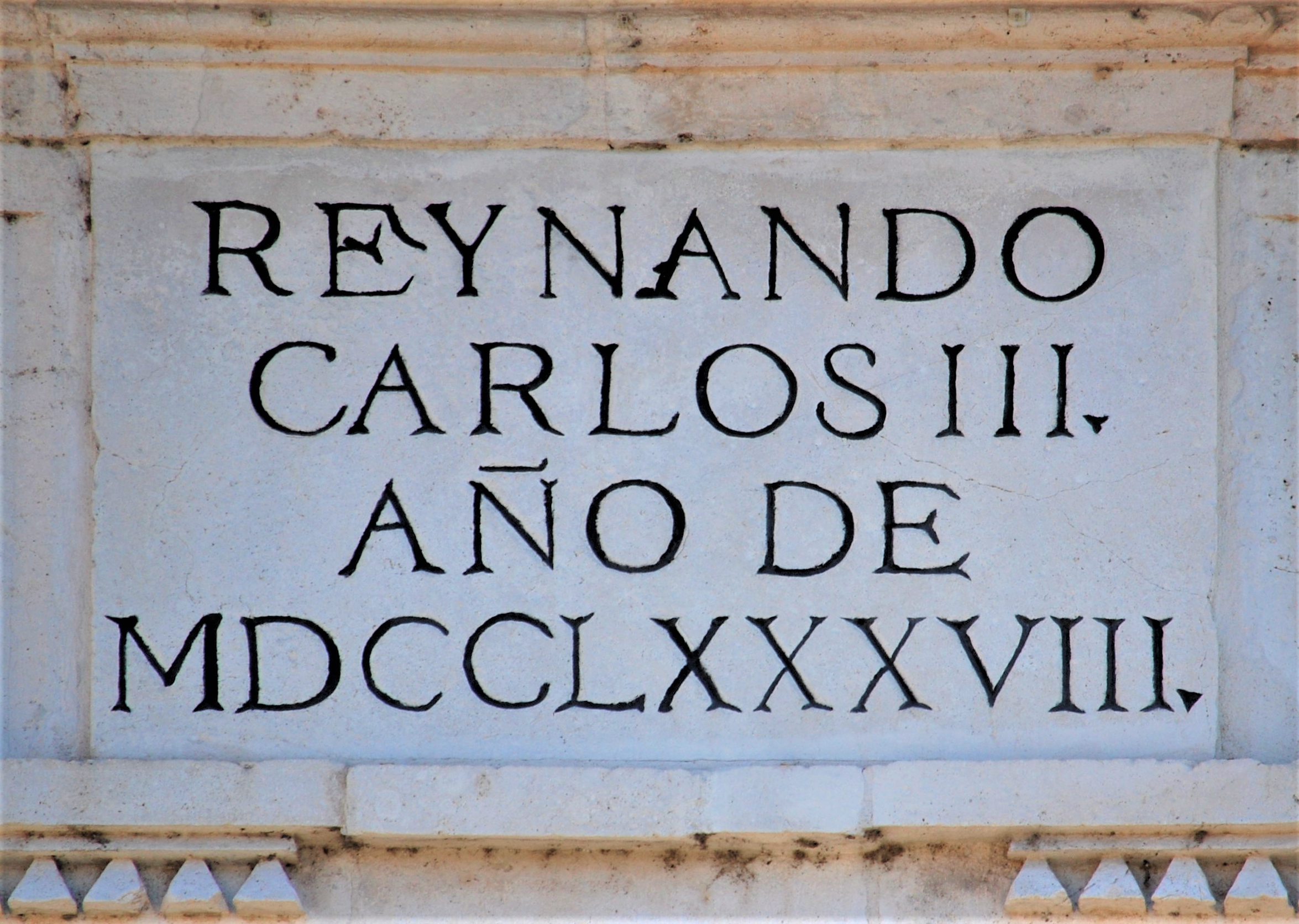
Grabado en el frontón oeste.

La edificación es de piedra con frontón y rótulo de estilo neoclásico, presentando el aspecto de un arco del triunfo, la tipología reinante en la época. Se compone de tres cuerpos, siendo el central el más elevado, con arco de medio punto flanqueado por pilastras de orden dórico gigante, entablamento y frontón triangular; y los laterales, más bajos, con vanos adintelados. Sobre el arco de entrada tiene sendas inscripciones; en el lado de la ciudad (este): «A EXPENSAS DEL ARZOBISPO DE TOLEDO EL EXCMO. SEÑOR D. FRANCISCO ANTONIO LORENZANA». En el lado exterior (oeste): «REYNANDO CARLOS III. AÑO DE MDCCLXXXVIII». Está considerada como la última obra arquitectónica del esplendor de Alcalá.

## Curiosidades
La ciudad de Madrid, a su vez, tiene la Puerta de Alcalá (1778), en correspondencia geográfica con esta complutense, con la que sólo se lleva diez años de diferencia.
Ha sido escenario de algunas películas de cine. Por ejemplo, la procesión triunfal de la clásica Espartaco discurre bajo su arco, «romanizado» al efecto.
El espacio que se encuentra tras la puerta, una vez atravesada, recibió antiguamente el nombre de Plaza de la Cebada. Hoy día, se denomina Plaza Puerta de Madrid, en la que confluyen por el este las calles del Cardenal Sandoval y Rojas y del Cardenal Cisneros, por el norte y el sur la calle Andrés Saborit y por el oeste la avenida de Madrid.

Un semanario local se denomina "Puerta de Madrid".